# Преочица
Преочица је насељено место у Босни и Херцеговини у општини Витез. Административно припада Федерацији Босне и Херцеговине, односно њеном Средњобосанском кантону. Према попису становништва из 2013. у насељу је било 1.098 становника, а већинску популацију у насељу чинили су Бошњаци.

## Становништво
По последњем службеном попису становништва из 2013. године у насељу Преочица живело је 1.098 становника, а село је било етнички хомогено са већинском бошњачком популацијом.
| Националност | 2013. | 1991.          | 1981.          | 1971.          | 1961.        |
| Бошњаци      | —     | 1.184 (95,56%) | 1.076 (93,73%) | 1.013 (88,78%) | 902 (90,65%) |
| Хрвати       | —     | 11 (0,88%)     | 10 (0,87%)     | 20 (1,75%)     | 3 (0,30%)    |
| Срби         | —     | 33 (2,66%)     | 33 (2,87%)     | 108 (9,46%)    | 85 (8,54%)   |
| Југословени  | —     | 0              | 24 (2,09%)     | 0              | 3 (0,30%)    |
| Црногорци    | —     | 0              | 0              | 0              | 2 (0,20%)    |
| остали       | —     | 11 (0,88%)     | 5 (0,43%)      | 0              | 0            |
| Укупно       | 1.098 | 1.239          | 1.148          | 1.141          | 995          |